# Міський арсенал (Львів)
Міськи́й арсена́л — фортифікаційна споруда у Львові, побудована в 1574–1576 роках. Пам'ятка ренесансної оборонної архітектури. Сьогодні в споруді розміщується музей зброї «Арсенал» — відділ Львівського історичного музею.

## Історія

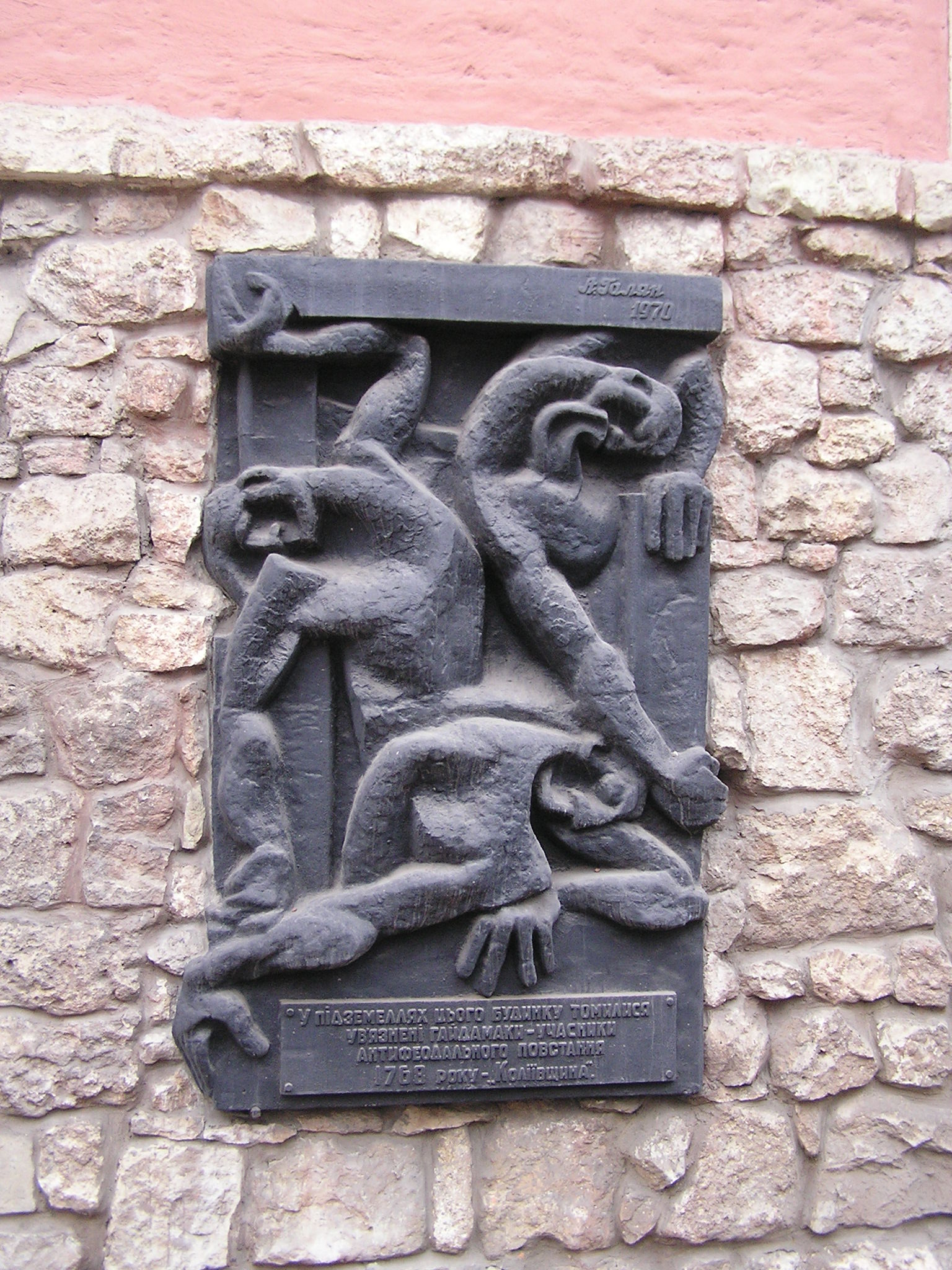
Меморіальна дошка на честь українських гайдамаків учасників Коліївщини, які були ув'язнені у будівлі міського арсеналу

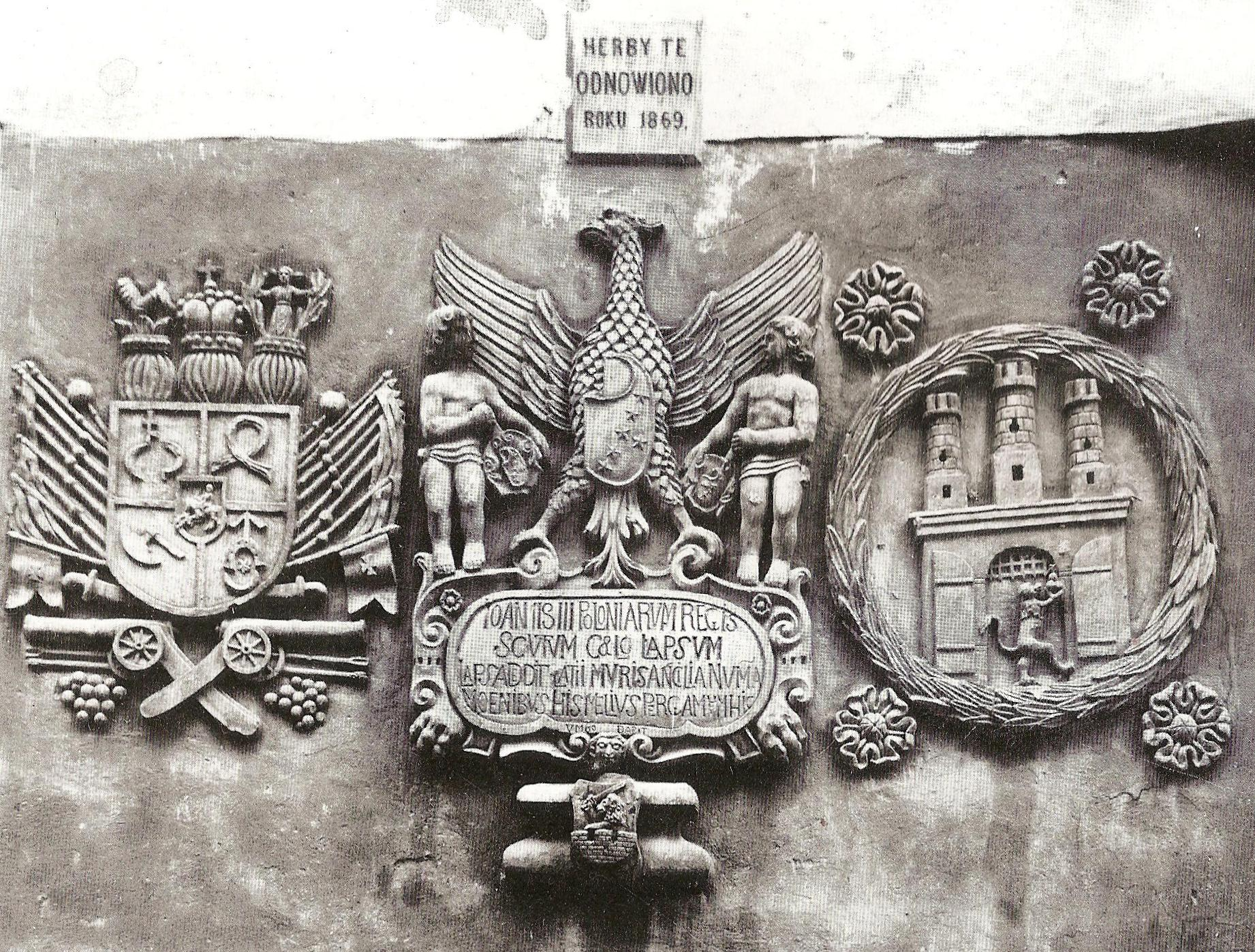
Герби з фортифікацій Львова, що до реконструкції 1980-х років містились на стіні арсеналу

Археологічні дослідження на території арсеналу виявили залишки дерев'яних конструкцій, датованих 1270-1290-х роками, тобто часами князя Лева.
До 1430 р. найдавніший міський арсенал було примуровано  до Низького муру. Після пожежі 1527 р. споруду розібрали і до 1556 р. нову одноярусну будівлю арсеналу прибудували до Високого муру Львова, залишки якого видно з вулиці Арсенальної. Його присвятили св. Михайлу. Після нової пожежі арсенал відбудували двоярусним (1574–1575), а з 1582 при ньому облаштували людвисарню для відливання гармат. При реконструкції 1670-х років арсенал отримав третій ярус. Значно потерпів від пожежі 1703 р., коли від вибуху пороху обвалилось склепіння, утворились проломи у стінах і загинуло 36 міщан.
Будівля арсеналу виконана з каменю, двоповерхова, прямокутна в плані, з невеликою восьмикутною вежею на північній стороні. За даними досліджень і розкопок, проведених у 1970-х роках, вежа і стіни першого поверху мають давніше походження і були побудовані, мабуть, в XIV столітті.
У XVIII столітті в підвалах львівського міського арсеналу тримали полонених українських козаків і гайдамаків. В одному з казематів знаходилася камера тортур і житло міського ката.
Під час нападу шведів у 1704 році арсенал був зруйнований, але за два роки його відбудували. Сучасна реставрація у 1979–1981 рр. З 1981 року — Музей зброї «Арсенал».